# Lophotrichus bartlettii
Lophotrichus bartlettii är en svampart som först beskrevs av Massee & E.S. Salmon, och fick sitt nu gällande namn av Malloch & Cain 1971. Lophotrichus bartlettii ingår i släktet Lophotrichus och familjen Microascaceae.   Inga underarter finns listade i Catalogue of Life.